# Menemerus niger
Menemerus niger är en spindelart som beskrevs av Lodovico di Caporiacco 1949. Menemerus niger ingår i släktet Menemerus och familjen hoppspindlar. Inga underarter finns listade i Catalogue of Life.